# Elezioni comunali in Liguria del 2024
Le elezioni comunali in Liguria del 2024 si sono tenute l'8 e il 9 giugno (con ballottaggio il 23 e il 24 giugno).

## Riepilogo sindaci eletti
| Provincia | Comune  | Popolazione legale (censimento 2021) | Sindaco uscente | Sindaco uscente         | Sindaco eletto | Sindaco eletto          | Primo turno | Primo turno | Secondo turno | Secondo turno | Seggi   |
| Provincia | Comune  | Popolazione legale (censimento 2021) | Sindaco uscente | Sindaco uscente         | Sindaco eletto | Sindaco eletto          | Voti        | %           | Voti          | %             | Seggi   |
| --------- | ------- | ------------------------------------ | --------------- | ----------------------- | -------------- | ----------------------- | ----------- | ----------- | ------------- | ------------- | ------- |
| Genova    | Rapallo | 29.107                               |                 | Carlo Bagnasco (FI)     |                | Elisabetta Ricci (Ind.) | 6.410       | 45,20       | 5.310         | 52,61         | 10 / 16 |
| Imperia   | Sanremo | 52.198                               |                 | Alberto Biancheri (PD)  |                | Alessandro Mager (Ind.) | 7.957       | 32,31       | 9.977         | 51,18         | 15 / 24 |
| Savona    | Albenga | 23.435                               |                 | Riccardo Tomatis (Ind.) |                | Riccardo Tomatis (Ind.) | 6.806       | 56,84       | —             | —             | 10 / 16 |

## Città metropolitna di Genova

### Rapallo
| Candidati                     | Candidati                   | II turno             | II turno            | I turno | I turno | Liste                        | Voti   | %     | Seggi |
| Candidati                     | Candidati                   | Voti                 | %                   | Voti    | %       | Liste                        | Voti   | %     | Seggi |
| ----------------------------- | --------------------------- | -------------------- | ------------------- | ------- | ------- | ---------------------------- | ------ | ----- | ----- |
|                               | Elisabetta Ricci ✔️ Sindaco | 5 310                | 52,61               | 6 410   | 45,20   | Noi per Ricci Sindaco        | 3 135  | 23,65 | 5     |
| Forza Italia                  | Elisabetta Ricci ✔️ Sindaco | 5 310                | 52,61               | 6 410   | 45,20   | 1 860                        | 14,03  | 3     |       |
| Fratelli d'Italia             | Elisabetta Ricci ✔️ Sindaco | 5 310                | 52,61               | 6 410   | 45,20   | 1 301                        | 9,82   | 2     |       |
|                               | Armando Ezio Capurro        | 4 784                | 47,39               | 3 565   | 25,14   | Circolo Via della Libertà 61 | 1 263  | 9,53  | 1     |
| Noi con Capurro               | Armando Ezio Capurro        | 4 784                | 47,39               | 3 565   | 25,14   | 771                          | 5,82   | 1     |       |
| Progetto Rapallo 2024         | Armando Ezio Capurro        | 4 784                | 47,39               | 3 565   | 25,14   | 755                          | 5,70   | 1     |       |
| Il Gabbiano                   | Armando Ezio Capurro        | 4 784                | 47,39               | 3 565   | 25,14   | 485                          | 3,66   | –     |       |
| Seggio di coalizione          | Seggio di coalizione        | Seggio di coalizione | 47,39               | 3 565   | 25,14   | 1                            |        |       |       |
|                               | Andrea Carannante           | Andrea Carannante    | Andrea Carannante   | 2 125   | 14,99   | Libera Rapallo               | 995    | 7,51  | –     |
| Unione Popolare               | Andrea Carannante           | Andrea Carannante    | Andrea Carannante   | 2 125   | 14,99   | 814                          | 6,14   | –     |       |
| Seggio di coalizione          | Seggio di coalizione        | Seggio di coalizione | Andrea Carannante   | 2 125   | 14,99   | 1                            |        |       |       |
|                               | Francesco Angiolani         | Francesco Angiolani  | Francesco Angiolani | 1 878   | 13,24   | Partito Democratico (A)      | 1 217  | 9,18  | –     |
| Scegliamo Rapallo (A)         | Francesco Angiolani         | Francesco Angiolani  | Francesco Angiolani | 1 878   | 13,24   | 477                          | 3,60   | –     |       |
| Seggio di coalizione          | Seggio di coalizione        | Seggio di coalizione | Francesco Angiolani | 1 878   | 13,24   | 1                            |        |       |       |
|                               | Marco Casella               | Marco Casella        | Marco Casella       | 202     | 1,42    | Unione di Centro             | 182    | 1,37  | –     |
| Totale                        | Totale                      | 10 094               | 100                 | 14 180  | 100     |                              | 13 255 | 100   | 16    |
|                               |                             |                      |                     |         |         |                              |        |       |       |
| Fonte: Ministero dell'interno |                             |                      |                     |         |         |                              |        |       |       |

## Provincia di Imperia

### Sanremo
| Candidati                     | Candidati                   | II turno             | II turno         | I turno | I turno | Liste               | Voti   | %     | Seggi |
| Candidati                     | Candidati                   | Voti                 | %                | Voti    | %       | Liste               | Voti   | %     | Seggi |
| ----------------------------- | --------------------------- | -------------------- | ---------------- | ------- | ------- | ------------------- | ------ | ----- | ----- |
|                               | Alessandro Mager ✔️ Sindaco | 9 977                | 51,18            | 7 957   | 32,31   | Anima               | 3 440  | 14,56 | 7     |
| Sanremo al Centro             | Alessandro Mager ✔️ Sindaco | 9 977                | 51,18            | 7 957   | 32,31   | 1 844               | 7,81   | 3     |       |
| Idea Sanremo                  | Alessandro Mager ✔️ Sindaco | 9 977                | 51,18            | 7 957   | 32,31   | 1 409               | 5,96   | 3     |       |
| Forum Sanremo                 | Alessandro Mager ✔️ Sindaco | 9 977                | 51,18            | 7 957   | 32,31   | 1 051               | 4,45   | 2     |       |
|                               | Giovanni Rolando            | 9 517                | 48,82            | 10 436  | 42,37   | Fratelli d'Italia   | 3 288  | 13,92 | 2     |
| Sanremo Domani                | Giovanni Rolando            | 9 517                | 48,82            | 10 436  | 42,37   | 2 539               | 10,75  | 1     |       |
| Andiamo!                      | Giovanni Rolando            | 9 517                | 48,82            | 10 436  | 42,37   | 1 670               | 7,07   | 1     |       |
| Lega                          | Giovanni Rolando            | 9 517                | 48,82            | 10 436  | 42,37   | 1 385               | 5,86   | 1     |       |
| Forza Italia                  | Giovanni Rolando            | 9 517                | 48,82            | 10 436  | 42,37   | 1 299               | 5,50   | 1     |       |
| Unione di Centro              | Giovanni Rolando            | 9 517                | 48,82            | 10 436  | 42,37   | 73                  | 0,31   | –     |       |
| Seggio di coalizione          | Seggio di coalizione        | Seggio di coalizione | 48,82            | 10 436  | 42,37   | 1                   |        |       |       |
|                               | Fulvio Fellegara            | Fulvio Fellegara     | Fulvio Fellegara | 4 894   | 19,87   | Generazione Sanremo | 1 970  | 8,34  | 1     |
| Partito Democratico           | Fulvio Fellegara            | Fulvio Fellegara     | Fulvio Fellegara | 4 894   | 19,87   | 1 555               | 6,58   | –     |       |
| Progetto Comune (AVS - PRC)   | Fulvio Fellegara            | Fulvio Fellegara     | Fulvio Fellegara | 4 894   | 19,87   | 842                 | 3,56   | –     |       |
| Seggio di coalizione          | Seggio di coalizione        | Seggio di coalizione | Fulvio Fellegara | 4 894   | 19,87   | 1                   |        |       |       |
|                               | Roberto Rizzo               | Roberto Rizzo        | Roberto Rizzo    | 925     | 3,76    | Movimento 5 Stelle  | 877    | 3,71  | –     |
|                               | Erica Martini               | Erica Martini        | Erica Martini    | 295     | 1,20    | Indipendenza!       | 267    | 1,13  | –     |
|                               | Roberto Danieli             | Roberto Danieli      | Roberto Danieli  | 122     | 0,50    | Polo Civico         | 115    | 0,49  | –     |
| Totale                        | Totale                      | 19 494               | 100              | 24 629  | 100     |                     | 23 624 | 100   | 24    |
|                               |                             |                      |                  |         |         |                     |        |       |       |
| Fonte: Ministero dell'interno |                             |                      |                  |         |         |                     |        |       |       |

## Provincia di Savona

### Albenga
|                               | Riccardo Tomatis ✔️ Sindaco | 6 806                | 56,84 | Insieme per il Futuro | 2 605  | 23,24 | 4  |  |  |
| Civica 24                     | Riccardo Tomatis ✔️ Sindaco | 6 806                | 56,84 | 2 418                 | 21,57  | 4     |    |  |  |
| Progetto Comune               | Riccardo Tomatis ✔️ Sindaco | 6 806                | 56,84 | 1 270                 | 11,33  | 2     |    |  |  |
|                               | Nicola Jacopo Podio         | 5 167                | 43,16 | Podio Sindaco         | 1 327  | 11,84 | 2  |  |  |
| Fratelli d'Italia             | Nicola Jacopo Podio         | 5 167                | 43,16 | 1 139                 | 10,16  | 1     |    |  |  |
| Forza Italia                  | Nicola Jacopo Podio         | 5 167                | 43,16 | 1 076                 | 9,60   | 1     |    |  |  |
| Aria Nuova per Albenga        | Nicola Jacopo Podio         | 5 167                | 43,16 | 726                   | 6,48   | 1     |    |  |  |
| Lega                          | Nicola Jacopo Podio         | 5 167                | 43,16 | 650                   | 5,80   | –     |    |  |  |
| Seggio di coalizione          | Seggio di coalizione        | Seggio di coalizione | 43,16 | 1                     |        |       |    |  |  |
| Totale                        | Totale                      | 11 973               | 100   |                       | 11 211 | 100   | 16 |  |  |
|                               |                             |                      |       |                       |        |       |    |  |  |
| Fonte: Ministero dell'interno |                             |                      |       |                       |        |       |    |  |  |